# Operacija Miljevci
Operacija Miljevci (Miljevački plato), oslobodilačka akcija Hrvatske vojske u kojoj je oslobođen prostor od 108 četvornih kilometara i 7 sela u šibenskom zaleđu. Akcija je dobila ime po okupiranim Miljevačkim selima oduvijek naseljenim isključivo hrvatskim stanovništvom, a koja su prilikom akcije oslobođena. Operacija je praktički trajala jedan dan, od jutra 21. lipnja - 22. lipnja 1992. godine.

## Vojne snage

### Hrvatska
Ukupne snage sastojale su se od 520 ljudi. Glavne snage za napad činili su dijelovi 113. brigade koji u tom trenutku nisu bili na bojišnici, pojačani s dijelom postrojbi 142. brigade koji su bili spremni sudjelovati u napadu. Istočno od snaga za napad, obranu su izvodili dijelovi 142. brigade i 141. brigade, a zapadno u skradinskom zaleđu dijelovi 113. brigade.

### RSK
Na miljevačkom području neprijatelj je rasporedio snage jedne pješačke bojne, koristeći za obranu naselja i zaprečivanje prilaznih putova. Imao je jaku topničku potporu i bolju opremu (vojarna Trbounje). Težište obrane mu je bilo na komunikaciji Nos Kalik - selo Drinovci.

## Povod i početak operacije
Pobunjeni Srbi i JNA su sustavno kršili primirje, izvodili stalne topničke napade na širem području Zadra i ostatku ratišta, pljačkali i palili kuće. Tako su 2. ožujka 1992. diverzantski vod i jedna satnija 113. brigade HV-a zauzeli Nos Kalik, selo sa srpskim stanovništvom iz kojeg je bio moguć pristup Miljevačkom platou. Kninski korpus pokušao je 3. ožujka 1992. povratiti položaje složenim protunapadom oklopnih jedinica, minobacača i pješaštva, ali neuspješno. Potom su pokušali i pregovorima ishoditi povlačenje HV-a, također neuspješno. Obranu Nos Kalika je sredinom ožujka od 113. brigade preuzela 142. brigada HV-a. Srbi nisu prestajali kršiti primirje, tukli su po Šibeniku, Skradinu i čitavoj šibenskoj bojišnici, te je stoga isplanirana i izvedena operacija Miljevci. Povod za akciju dali su im agresori koji su minirali i palili kuće Miljevačkog platoa i terorizirali ostatak hrvatskog stanovništva. Operacija je izvedena u nepovoljim uvjetima za RH (stanje ni rata ni mira). Inicijativa operacije potekla je od neposrednih zapovjednika. Pripremljena je u tajnosti, a provedena u jednom danu. Područje operacije je bilo 7 većih sela i više zaseoka u kojima je živjelo oko 1300 stanovnika, isključivo Hrvata. Područje je omeđeno rijekom Krkom, rijekom Čikolom i padinama Promine.

## Tijek operacije
Od 17. do 20. lipnja na Miljevački plato ubačene su dvije manje izvidničke skupine 113. i 142. brigade HV-a. U noći s 20. na 21. lipnja 1992. još je nekoliko borbenih skupina navedenih postrojbi ubačeno. Sukob je počeo bez paljbene pripreme u 5 sati 21. lipnja 1992. godine po otkriću jedne od tih skupina. Smjerovi hrvatskoga napada bili su: preko rijeke Čikole, rijeke Krke i Nos Kalika.
Sve postrojbe su podijeljene u 8 skupina u okviru kojih je bilo 26 manjih grupa s 4 sanitetska tima. Većina skupina je tijekom noći presjekla telefonske žice i prekinula vezu među postrojbama neprijatelja i vojarne Trbounje. Borba se vrlo brzo razvila na cijelom miljevačkom prostoru. Neprijateljski tenkovi su pokrenuti tek poslije 7 sati. Prvi tenk je uništen, a ostali su se vratili u vojarnu Trbounje. Borbe su trajale cijeli dan, a selo Drinovci je oslobođeno zadnje, 22. lipnja 1992. u jutarnjim satima, kad je na položaje nastupila pričuva iz 142. brigade. Taj dan započeli su pregovori pod pokroviteljstvom UNPROFOR-a i EZ o prekidu vatre. Rezultata nije bilo.
Sljedećeg dana 23. lipnja 1992. izveden je protunapad neprijatelja s 8 tenkova, 4 oklopna transportera i pješaštvom. Protunapad je zaustavljen, uništena su 2 neprijateljska tenka, a ostali su se nakon toga povukli u vojarnu Trbounje. Nakon odbijanja protunapada, pristupilo se organiziranju obrane na crti: Čikola - Vlaići - Karalići - Mazalini - Krka. Vijeće sigurnosti UN-a izdaje Rezoluciju 762 koja osuđuje akciju i traži povlačenje hrvatskih snaga na početne položaje, što Hrvatska odbija.
Ova mala akcija poslužila je Hrvatskoj uglavnom za to da se ispitaju reakcije "VRSK" i međunarodne zajednice.
Nakon akcije je general Petar Šimac iz Splita (navodno prenoseći zapovijed iz Zagreba) naredio da se Hrvatske postrojbe povuku nakon što su neprijatelja već potjerale dublje prema Drnišu. Zapovjednik akcije je takvu zapovijed odbio poslušati, a kasnije je izjavio: "Bili smo svjesni da bi u slučaju povlačenja stradanja bila još veća, pa je 23. lipnja došlo do protuudara Torbičinih vojnika. Uspjeli smo zadržati oslobođeni teritorij, a onda su počeli pregovori o predaji tijela neprijateljskih vojnika".